# Idume stigma
Idume stigma är en insektsart som beskrevs av Medler 1999. Idume stigma ingår i släktet Idume och familjen Flatidae. Inga underarter finns listade i Catalogue of Life.